# المقابر الكنعانية (التل القديم)
المقابر الكنعانية بالتل القديم في وسط بيروت بلبنان.

## نظرة عامة
في حوالي العام 2500 ق.م. كانت بيروت الكنعانية قرية صغيرة بنيت فوق تلة تطل على خليج يشكل مرفأ طبيعيا على البحر الأبيض المتوسط. وعندما استوطنها الفنيقيون، جعلوا فيها مرفأين ليمدوا تجارتهم البحرية. حول الرومان مركز محميتهم من التلة واتجهوا إلى منطقة أقرب من البحر بالقرب من ساحة النجمة الحالية. وفي عهد الأمويين، تم بناء محصنات على التلة لتحمي الثغور مما أعاد للمنطقة أهميتها، ثم حولها الصليبيون إلى قلعة. وتعرضت القلعة إلى العديد من الهجمات التي أضرت بها بشكل كبير حتى دمرها الأسطول الروسي عام 1840 ولم يعاد بنرئها وفقدت دورها المهم.

## التاريخ
هو عبارة عن قبر صخري كبير تم تزيينه بالأسلحة البرونزية والحلي الشخصية والأوعية الحجرية المستوردة من مصر. قد تكون الأرضية الجصية المحفوظة وقاعدة الأعمدة وعدد قليل من الأعمدة هي كل ما تبقى من مبنى عام أو قصر أو معبد. تم العثور على جرتين دفن في هذا الموقع أحدهما يحتوي على بقايا طفل حديث الولادة والآخر يحمل هيكل عظمي لفتاة تبلغ من العمر 4 سنوات مع قلادة من القرمز الأحمر والكريستال الصخري والخرز من العقيق الأحمر الذي معروض حالياً في متحف بيروت الوطني. أسفر اكتشاف كهفان عن اكتشافات مماثلة بما في ذلك الفخار من قبرص. دمر بناء التحصينات منذ القرن السابع الميلادي العديد من طبقات التل لكنه ترك المقابر سليمة.